# 左右田泰臣
左右田 泰臣（そうだ やすおみ、1988年6月8日 - ）は、日本の男性プロボクサー、元キックボクサー。東京都出身。第2代RISEスーパーライト級王者。キックボクサー時代はシルバーウルフ、プロボクサー転向後はEBISU K's BOXにそれぞれ所属。

## 来歴
RISEのアマチュア大会「KAMINARIMON」でキャリアを積む。
2009年4月26日、R.I.S.E. 54 〜RISING ROOKIES CUP〜でプロデビュー。RISING ROOKIES CUP 65kg級1回戦で山口竜司と対戦し、1RにKO勝ちを収め白星デビューを飾った。
2009年8月23日、RISE 58 〜RISING ROOKIES CUP〜のRISING ROOKIES CUP 65kg級準決勝で石司晃一と対戦し、3-0の判定勝ちを収めた。
2009年10月4日、RISE 59のRISING ROOKIES CUP 65kg級決勝戦で堀篤史と対戦し、3-0の判定勝ちを収め65kg級の新人王になった。
2009年11月22日、RISE 60で五城雅範と対戦し、3-0の判定勝ちを収めた。
2010年5月16日、RISE 65で、韓国格闘技連盟ライト級王者オルチャン-Kと対戦し、2-0の判定勝ちを収めた。
2010年10月3日、RISE 71でスネーク敦と対戦し、2RKO勝ちを収めた。
2010年12月19日、RISE 73Rで、新空手交流大会軽中量級優勝者キューピーと対戦し、3-0の判定勝ちを収めた。
2011年2月27日、RISE 74のRISE×NAGOYA KICK交流戦でAKIRAと対戦し、3RKO勝ちを収めた。
2011年4月17日、RISE 76で、元J-NETWORKスーパーライト級王者喜入衆と対戦し、延長Rの末2-1の判定勝ちを収めた。
2011年6月25日、K-1 WORLD MAX 2011 -63kg Japan Tournament FINALのオープニングファイトでCMA KPWフェザー級王者横山伸吾と対戦し、3Rに左ローキックでダウンを奪い3-0の判定勝ちを収めた。
2012年1月28日、RISE 86のRISEスーパーライト級タイトルマッチで吉本光志と対戦し、判定負けを喫して王座の獲得に失敗した。
2012年10月25日、RISE 90のRISEスーパーライト級次期挑戦者決定戦で小宮由紀博と対戦し、判定勝ちを収めた。
2013年3月17日、RISE 92のRISEスーパーライト級タイトルマッチで吉本光志と対戦し、2-0の判定勝ちを収め、リベンジを果たすと共に、王座の獲得に成功した。
2014年3月30日、RISE 98でタップロン・ハーデスワークアウト対戦し、判定勝ちを収めた。

### K-1参戦
2014年11月3日、K-1 WORLD GP -65kg初代王座決定トーナメントに出場。1回戦で木村ミノルと対戦し、2Rに膝蹴りで2ダウンを奪いKO勝ち。準決勝でHIROYA|と対戦し、2-0の判定勝ち。決勝で 
ゲーオ・ウィラサクレックと対戦し、0-2の判定負けを喫した。
2015年4月19日、K-1 WORLD GP 2015 ～-55kg 初代王座決定トーナメント～で久保優太と対戦し、判定勝ちを収めた。
2015年7月4日、K-1 WORLD GP 2015 ～-70kg初代王座決定トーナメント～でゲーオ・ウィラサクレックと対戦し、2Rに左フックでダウンを奪われ判定負けを喫した。
2015年11月21日、K-1 WORLD GP 2015 IN JAPAN ～THE CHAMPIONSHIP～で野杁正明と対戦し、判定負けを喫した。
2016年3月4日、K-1 WORLD GP 2016 -65kg日本代表決定トーナメントに出場。1回戦で山崎秀晃と対戦し、2RKO負けを喫した。
2017年4月2日、Krush.75で松下大紀と対戦し、2RKO勝ち。
2017年8月6日、Krush.78のKrush -65kgタイトルマッチで王者の中澤純と対戦し、延長戦までもつれた接戦の末に1-2の判定負けを喫し王座獲得に失敗した。
2017年12月9日、Krush.83でREBELSのトップファイターである中村広輝と対戦し、終始ペースを握り3Rにはダウンも奪い判定勝ち。
2019年8月31日、K-1 KRUSH FIGHT.104で鈴木勇人のKRUSHスーパー・ライト級王座に挑戦も延長戦の末判定負けでキック引退。

### ボクシング転向
2021年、キック時代から通っていたEBISU K's BOXにてボクシング転向を表明。
2022年6月10日、後楽園ホールにてアンジュ・ザ・ブル（大橋）相手にデビュー戦を行い、2回にダウンを奪われるも巻き返して逆転KO勝利
2024年11月21日、後楽園ホールで日本スーパーウェルター級最強挑戦者決定戦として日本同級2位ならびに元日本ウェルター級王者の豊嶋亮太と対戦するも、8回0-3（72-80×3）の判定負けを喫しプロ初黒星、王者の出田裕一への挑戦権を獲得できなかった。

## 戦績

### ボクシング
| プロボクシング 戦績 | プロボクシング 戦績 | プロボクシング 戦績 | プロボクシング 戦績 | プロボクシング 戦績 | プロボクシング 戦績 | プロボクシング 戦績 |
| ------------------- | ------------------- | ------------------- | ------------------- | ------------------- | ------------------- | ------------------- |
| 6 試合              | (T)KO               | 判定                | その他              | 引き分け            | 無効試合            |                     |
| 7 勝                | 4                   | 3                   | 0                   | 1                   | 0                   |                     |
| 1 敗                | 0                   | 1                   | 0                   | 1                   | 0                   |                     |

| 戦           | 日付           | 勝敗 | 時間    | 内容    | 対戦相手                   | 国籍   | 備考                                 |
| ------------ | -------------- | ---- | ------- | ------- | -------------------------- | ------ | ------------------------------------ |
| 1            | 2022年6月10日  | ☆    | 2R 1:56 | TKO     | アンジュ・ザ・ブル（大橋） | インド | プロデビュー戦                       |
| 2            | 2022年9月27日  | ☆    | 4R      | 判定2-1 | 赤井英五郎（帝拳）         | 日本   | 東日本ミドル級新人王準決勝           |
| 3            | 2022年11月3日  | △    | 4R      | 判定0-1 | 時吉樹（横浜光）           | 日本   | 東日本ミドル級新人王決勝             |
| 4            | 2023年3月29日  | ☆    | 6R 0:44 | TKO     | 大島光容（尼崎亀谷）       | 日本   |                                      |
| 5            | 2023年5月31日  | ☆    | 6R      | 判定3-0 | チャン・サーラー           | タイ   |                                      |
| 6            | 2023年8月24日  | ☆    | 3R 2:08 | KO      | 伊藤大賀（角海老宝石）     | 日本   |                                      |
| 7            | 2024年3月12日  | ☆    | 8R 2:16 | TKO     | 趙龍仁                     | 韓国   |                                      |
| 8            | 2024年6月27日  | ☆    | 6R      | 判定3-0 | チョン・マル               | 韓国   |                                      |
| 9            | 2024年11月21日 | ★    | 8R      | 判定0-3 | 豊嶋亮太（帝拳）           | 日本   | 日本スーパーウェルター級挑戦者決定戦 |
| テンプレート |                |      |         |         |                            |        |                                      |

### キックボクシング
| キックボクシング 戦績 | キックボクシング 戦績 | キックボクシング 戦績 | キックボクシング 戦績 | キックボクシング 戦績 | キックボクシング 戦績 | キックボクシング 戦績 |
| --------------------- | --------------------- | --------------------- | --------------------- | --------------------- | --------------------- | --------------------- |
| 35 試合               | (T)KO                 | 判定                  | その他                | 引き分け              | 無効試合              |                       |
| 26 勝                 | 9                     | 17                    | 0                     | 0                     | 0                     |                       |
| 9 敗                  | 1                     | 8                     | 0                     | 0                     | 0                     |                       |

| 勝敗 | 対戦相手                         | 試合結果                      | 大会名 | 開催年月日     |
| ×    | 鈴木勇人                         | 3R+延長1R終了 判定0-3         | Krush.104 【Krushスーパーライト級タイトルマッチ】                                                                     | 2019年8月31日  |
| ○    | 松花征也                         | 3R終了 判定3-0                | K-1 WORLD GP 2019 JAPAN ～K’FESTA.2～                                                                                 | 2019年3月10日  |
| ×    | ゲーオ・フェアテックス           | 3R+延長1R終了 判定0-3         | K-1 WORLD GP 2018 JAPAN～第3代スーパー・ライト級王座決定トーナメント～ 【準決勝】                                     | 2018年11月3日  |
| ○    | モー・アブドゥラマン             | 3R+延長1R 2:30 KO（右膝蹴り） | K-1 WORLD GP 2018 JAPAN～第3代スーパー・ライト級王座決定トーナメント〜 【1回戦】                                      | 2018年11月3日  |
| ○    | メン・グォドン                   | 2R 2:55 KO（左ボディブロー）  | Krush.90 | 2018年7月22日  |
| ×    | 中澤純                           | 3R終了 判定0-2                | K-1 WORLD GP 2018 JAPAN ～K'FESTA.1～                                                                                 | 2018年3月21日  |
| ○    | 中村広輝                         | 3R終了 判定3-0                | Krush.83 | 2017年12月9日  |
| ×    | 中澤純                           | 3R+延長1R終了 判定1-2         | Krush.78 【Krush -65kgタイトルマッチ】                                                                                | 2017年8月6日   |
| ○    | 松下大紀                         | 1R 2:18 KO(右ストレート)      | Krush.75 | 2017年4月2日   |
| ○    | ファワド・セディッキ             | 3R終了 判定2-0                | K-1 WORLD GP 2016 JAPAN ～初代フェザー級王座決定トーナメント～                                                        | 2016年11月3日  |
| ×    | 山崎秀晃                         | 2R 0:32 KO（右ストレート）    | K-1 WORLD GP 2016 IN JAPAN ～-65kg日本代表決定トーナメント～ 【K-1 WORLD GP 2016 -65kg日本代表決定トーナメント1回戦】 | 2016年3月4日   |
| ×    | 野杁正明                         | 3R終了 判定0-3                | K-1 WORLD GP 2015 IN JAPAN ～THE CHAMPIONSHIP～                                                                       | 2015年11月21日 |
| ×    | ゲーオ・フェアテックス           | 3R終了 判定0-3                | K-1 WORLD GP 2015 ～-70kg初代王座決定トーナメント～                                                                   | 2015年7月4日   |
| ○    | 久保優太                         | 3R終了 判定3-0                | K-1 WORLD GP 2015 ～-55kg 初代王座決定トーナメント～                                                                  | 2015年4月19日  |
| ×    | ゲーオ・フェアテックス           | 3R終了 判定0-2                | K-1 WORLD GP 2014 ～-65kg初代王座決定トーナメント～ 【K-1 WORLD GP -65kg初代王座決定トーナメント決勝戦】              | 2014年11月3日  |
| ○    | HIROYA                           | 3R終了 判定2-0                | K-1 WORLD GP 2014 ～-65kg初代王座決定トーナメント～ 【K-1 WORLD GP -65kg初代王座決定トーナメント準決勝】              | 2014年11月3日  |
| ○    | 木村ミノル                       | 2R 2:43 KO（2ダウン：膝蹴り） | K-1 WORLD GP 2014 ～-65kg初代王座決定トーナメント～ 【K-1 WORLD GP -65kg初代王座決定トーナメント1回戦】               | 2014年11月3日  |
| ○    | タップロン・ハーデスワークアウト | 3R終了 判定3-0                | RISE 98 | 2014年3月30日  |
| ○    | ケビン・エバーグ                 | 3R終了 判定3-0                | RISE 96 | 2013年11月4日  |
| ○    | イ・ソンヒョン                   | 3R終了 判定2-0                | RISE 94 | 2013年7月20日  |
| ○    | 吉本光志                         | 5R終了 判定2-0                | RISE 98 【RISEスーパーライト級タイトルマッチ】                                                                        | 2013年3月17日  |
| ○    | 小宮由紀博                       | 3R終了 判定3-0                | RISE 90 | 2012年10月25日 |
| ○    | キム・ドンス                     | 3R 2:29 TKO                   | RISE 88 | 2012年6月2日   |
| ×    | 吉本光志                         | 5R終了 判定0-3                | RISE 86 【RISEスーパーライト級タイトルマッチ】                                                                        | 2012年1月28日  |
| ○    | 小鉄                             | 2R 1:08 KO                    | RISE 83 | 2011年9月23日  |
| ○    | 横山伸吾                         | 3R終了 判定3-0                | K-1 WORLD MAX 2011 -63kg Japan Tournament FINAL                                                                       | 2011年6月25日  |
| ○    | 喜入衆                           | 3R+延長1R終了 判定2-1         | RISE 76 | 2011年4月17日  |
| ○    | AKIRA                            | 3R 1:11 KO(左フック)          | RISE 74 | 2011年2月27日  |
| ○    | キューピー                       | 3R終了 判定3-0                | RISE 73R | 2010年12月19日 |
| ○    | スネーク敦                       | 2R 0:49 KO(右ローキック)      | RISE 71 | 2010年10月3日  |
| ○    | オルチャン-K                     | 3R終了 判定2-0                | RISE 65 | 2010年5月16日  |
| ○    | 五城雅範                         | 3R終了 判定3-0                | RISE 60 | 2009年11月22日 |
| ○    | 堀篤史                           | 3R終了 判定3-0                | RISE 59 【RISING ROOKIES CUP 65kg級 決勝戦】                                                                          | 2009年10月4日  |
| ○    | 石司晃一                         | 3R+延長1R終了 判定3-0         | RISE 58 〜RISING ROOKIES CUP〜 【RISING ROOKIES CUP 65kg級 準決勝】                                                   | 2009年8月23日  |
| ○    | 山口竜司                         | 1R 0:40 KO(左フック)          | R.I.S.E. 54 〜RISING ROOKIES CUP〜 【RISING ROOKIES CUP 65kg級 1回戦】                                                | 2009年4月26日  |

## 獲得タイトル
- キックボクシング
  - RISING ROOKIES CUP 65kg級 優勝（2009年）
  - 第2代RISEスーパーライト級王座